# Dì
Nel senso astronomico del termine, il dì (più comunemente definito con la sineddoche di giorno stessa) è la parte del giorno che si alterna alla notte. 
È relativo al punto specifico della Terra a cui ci si riferisce e si tratta dell'intervallo di tempo compreso tra la levata e il tramonto, in cui il Sole rimane al di sopra dell'orizzonte.